# Сок
Воћни сок је врста безалкохолног пића које се добија цеђењем сокова из воћа и поврћа. Воћни сок се исто тако може односити на течности којима је дат укус воћа или других биолошких прехрамбених извора, као што су месо и продукти мора (e.g., сок од шкољки). Сок се обично конзумира као напитак или користи као састојак или зачин у храни или другим пићима, као што су смудији. Сок се појавио као популарни избор пића након што је развој метода пастеризације омогућио његову презервацију без кориштења ферментације (приступа који се користи код продукције вина). Организација за храну и пољопривреду Уједињених нација (ФАО) је проценила да је тотална светска производња сокова од цитрусног воћа била 12.840.318 тона 2012. године. Највећи потрошачи воћног сока су Нови Зеланд (готова чаша, или 8 унци, дневно) и Колумбија (више од три четвртине чаше дневно). Конзумација воћног сока се у просеку повећава са повишењем нивоа прихода земље.

## Етимологија
Реч juice (ђус) потиче од старог француског језика из периода око 1300. године. Она се развила из старих француских речи jus, juis, jouis, са значењем „течност добијена кувањем биља“. Стара француска реч jus „сок, сап, течност“ долази од латинске речи ius са значењем „чорба, сос, сок, супа“ са кореном *yeue- „блендирати, мешати храну“ (сродне речи: санскрит yus- „чорба“, грчки језик zyme „квасац“, стари црквени словенски jucha „чорба, супа“, литвански juse „рибља супа“)." Употреба речи „ђус“ са значењем „водени део воћа или поврћа“ је први пут забележена у раном 14. веку. Од 19. века, термин „воћни сок“ је такође кориштен у фигуративном смислу (нпр., са значењем алкохол или електрицитет). Данас се, „au jus“ односи на месо које се сервира заједно са својим соком, обично с преливом.

## Врсте сокова
Сокови се могу поделити по разним категоријама. Једна од подела може бити на бистре и густе. Бистри имају већи проценат воде и прави су сокови. Насупрот томе, густи имају већи удео воћних делова — од мало пулпе па до целих парчади воћа.
Сокови могу бити газирани или негазирани. Негазиране варијанте су најчешће и то су прави воћни сокови. Такви су, на пример, свеже цеђени и већина индустријских. С друге стране, газирани сокови садрже и удео индустријски додатог угљен-диоксида. Они имају нешто другачији укус, а могу се користити и за отклањање проблема са варењем. У зависности од састава, називани су „црним“ и „жутим“. Црни имају укус коле, а жути поморанџе.
У индустријске сокове се додају и адитиви, чија је функција добијања одговарајуће боје или укуса. У већину се се додаје и шећер. Углавном се пакују у атрактивну амбалажу, најчешће од пластике, тетрапака, стакла и сличног материјала.

## Припрема
Сок се припрема механичким цеђењем (што се понекад назива хладним пресовањем) свежег воћа или поврћа без примене топлоте или растварача. На пример, сок од поморанџе је течни екстракт плода дрвета поморанџе, а сок од парадајза је течност која настаје пресовањем плода парадајза. Сок се може припремити код куће од свежег воћа и поврћа користећи разне ручне или електричне соковнике. Многи комерцијални сокови су филтрирани да би се уклонила влакна или пулпа, мада је и сок с високим садржаје пулпе популарно пиће. Адитиви се стављају у неке сокове, као што су шећер или вештачки укуси (у неким пићима базираним на воћном соку); зачини за промену укуса сеасонингс (нпр., у  или  пића на бази сока од парадајза). Уобичајени поступци за очување и прераду воћних сокова обухватају конзервисање, пастеризацију, концентрисање, замрзавање, евапорацију и спрејно сушење.
Иако се поступци прераде разликују међу соковима, општи метод прераде сокова обухвата:
- Прање и сортирање
- екстракција
- Пресовање, филтрација и кларификација
- Пастеризација с мешањем
- Пуњење, печаћење и стерилизација
- Хлађење, обележавање и паковање.

Након што је воће убрано и испрано, сок се екстрахује једним од два аутоматска метода. У првом методу, две металне шоље са оштрим металним цевима на дну шоље се склапају, уклањајући љуску и истискујући меснати део воћа кроз металну цев. Сок од воћа затим излази кроз мале отворе на цеви. Љуске могу да буду даље кориштене, и испирају се да би се уклонила уља, која се засебно користе. Други метод захтева да воће буде пресечено на пола пре обраде у апарату са завртњем, којим се екстрахује сок.
Након што је сок филтриран, он може да буде концентрован у евапораторима, који редукују количину сока за фактор од 5, чиме се олакшава транспорт и повећава дужина трајања. Сокови се концентрују загревањем под вакуумом чиме се уклања вода, и затим се хладе до око 13 °C. Око две трећине воде из сока се уклања. Сок се касније реконституира, при чему се концентрат меша са водом и другим факторима да би се повратио евентуални губитак укуса током процеса концентровања. Сокови исто таком могу да буду у продаји у концентрованом стању, у ком случају потрошач додаје воду концентрованом соку пре употребе.
Сокови се затим пастеризују и смештају у контејнере, обично док су још врући. Ако се сок успе у контејнер док је врућ, он се хлади што је брже могуће. За примену паковања која не могу да поднесу топлоту неопходно је да се пуњење одвија у стерилном окружењу. Хемикалије као што је водоник пероксид се могу користити за стерилизацију контејнера.

## Прерада
Пулсирајућа електрична поља високог интензитета се користе као алтернатива топлотној пастеризацији воћних сокова. Топлотни третмани понекад не успеју да произведу квалитетне, микробиолошки стабилне производе. Утврђено је да се обрада пулсирајућим електричним пољем високог интензитета (PEF) може применити на воћне сокове да би се произвели стабилни, постојани и безбедни производи. Исто тако, је утврђено да пулсирајућа електрична поља производе свеже производе високе хранљиве вредности. Пулсирајућа електрична поља су предложена као тип нетермичког метода за презервацију хране.
Пулсирајућа електрична поља користе кратке пулсеве електрицитета за инактивацију микроба. Употреба PEF има минимално детриментално дејство на квалитет хране. Пулсирајућа електрична поља убијају микроорганизме уз боље одржавање оригиналне боје, укуса, и нутриционе вредности хране у поређењу с топлотним третманима. Овај метод презервације се остварује тако што се сок стави између две електроде и затим примени пулсирајући високи напон током неколико микросекунди до милисеконди. Пулсеви високог напона имају интензитет у опсегу од 10 до 80 kV/cm.
Време обраде сока се израчунава множењем броја пулсева са ефективним трајањем пулса. Високи напон пулсева производи електрично поље које доводи до инактивације микроба који су евентуално присутни у соку. PEF температуре су мање од оних које се користе при термичког обради. Након третмана високим напоном, сок се асептично пакује и смешта у фрижидере. Сок може да преноси електрицитет захваљујући присуству јона произведених током обраде. Кад се електрично поље примени на сок, електричне струје теку кроз течни сок путем наелектрисаних молекула. Стога, пулсирајућа електрична поља имају способност инактивације микроорганизама, продужавања рока трајања сока, и редуковања ензимске активности сока, уз одржавање квалитета сличног оригиналном, свеже припремљеном соку.

## Терминологија
У Уједињеном Краљевству име или имена воћа којима следи сок могу се легално користити за описивање производа који је 100% воћни сок, као што је одређено Прописом за воћне сокове и воћне нектаре (Енглеска) и еквивалентним прописом у Шкотској из 2003. Сокови који су направљени реконституисањем концентрата се могу називати соком. Производ који је описан као „воћни некар“ мора да садржи најмање 25% до 50% сока, у зависности од воћа. Сок или нектар укључујући концентрат морају да имају натпис са овим податком. Термин „соковно пиће“ није дефинисан правилом и може се користити за описивање било ког пића које садржи сок, независно од количине сока. Слична правила важе у свим ЕУ земљама чланицама на њиховим респективним језицима.
У САД се термин воћни сок може једино користити за описивање производа који је 100% воћни сок. Мешавина воћног сока и других састојака, као што је високофруктозни кукурузни сируп, се назива соковни коктел или соковно пиће. Према Америчкој администрацији за храну и лекове (ФДА), термин „нектар“ је генерално прихваћен у САД и у међународној трговини за разблажени сок да би се означило пиће које садржи воћни сок или пире, воду, и који може да садржи вештачке заслађиваче. Натпис „без додатог шећера“ се обично ставља на етикете контејнера сока, мада производи могу да садрже велике количине природних шећера. У многим земљама етикета исто тако наводи садржај шећера са другим угљени хидратиима.
У зависности од трендова и регулација, пића означена као 100% сок могу заправо да садрже ненаведене адитиве. На пример, већина сокова од поморанџе садржи додати етил бутират (за укус, који се ретко помиње), аскорбинску киселину (Витамин Ц, обично напоменуту), и воду (ако је сок направљен из концентрата, мада је то технички поновно додавање).
Када је воћни сок сувише кисео или богат за конзумацију, он се обично разблажује водом и шећером да би се креирао заслађени сок (као што је лимунада, сок од вишње, или поморанџе).

## Здравље
Сокови се често пију због доброг утицаја по здравље, на пример, сок од наранџе садржи витамин Ц, фолну киселину, калијум, и изузетно је добар извор биодоступних антиоксиданаса фитохемикалија и знатно побољшава профил крвних липида код људи оболелих од хиперхолестеролемије. Сматра се да сок од шљива побољшава варење. Сок од бруснице може да помогне у спречавању или чак и третирању инфекција мокраћне бешике. Познато је да бруснице садржи супстанце које спречавају везивање бактерија за мокраћну бешику. Међутим, конзумирање сока у већим количинама може довести до гојазности, а пијење превише сока који садржи велику количину фруктозе доводи до дијабетеса типа II. Такође, често се дешава да због шећера, заслађивача, емулгатора, вештачких боја и конзерванса воћни сок може бити више штетан него користан по здравље организма.
На српском тржишту, за пример, истраживање Националне организације потрошача открило је да сваки трећи сок нема удео воћа представљен на амбалажи. Стога је и њихов утицај на здравље измењен. НОПС истиче да се тиме обмањују потрошачи који мисле да пију нешто здраво, притом не знајући да у себе већином уносе шећер и воду. Воћни сок би требало да садржи 100% воћа. Додавањем воде и шећера или меда у воћни сок добија се воћни нектар, који има лошији утицај на здравље.
Многи воћни сокови имају већи садржај шећера (фруктозе) од других заслађених сокова; e.g., типични сок од грожђа има 50% више шећера од Кока-Коле. Док безалкохолних пића (нпр. Кока-Кола) узрокују оксидативни стрес када се прогутају, а могу чак да доведу до инсулинске резистенције код дугорочне примене, до тога не долази при употреби воћних сокова. Напротив, воћни сокови су заправо познати по својој способности да подигну серумски антиоксидативни капацитет, па чак и да компезују за оксидативни стрес и упалу нормално изазвану оброцима са високом садржајем масти и шећера. Међутим, фреквентна конзумација воћа и воћних сокова узрокује каријес, и може да буде значајнији фактор у развоју каријеса (шупљина) од бомбона. Воћни сок узрокује оштећења зуба је природно садржи киселине, које хемијски разлажу глеђ на површини зуба, а шећери које бактерије у устима ферментишу креирају још штетније киселине за зубе.
Свеукупна конзумација воћног сока у Европи, Аустралији, Новом Зеланду и САД се повећала задњих година, вероватно као последица јавне перцепције сокова као здравог природног извора нутријената и повећаног јавног интереса у здравствене проблеме. Конзумација воћног сока је била конзистентно асоцирана са смањењем ризика од многих типова канцера, могућим заштитним дејством против можданог удара и одлагању почетка Алцхајмерове болести.
Код неких воћних сокова су исфилтрирана дијетска влакна присутна у воћу. У неким другим случајевима, други састојци су додати. Високофруктозни кукурузни сируп, је састојак многих соковних коктела, и био је повезан са повишеном појавом типа II дијабетеса. Висока конзумација сока је исто тако повезана са гојазношћу по налазима неких студија, док то није случај судећи по другим налазима. У контролисаној клиничкој студији, регуларна конзумпција сока од грожђа током 12 недеља није узроковала увећање телесне тежине код волонтера, док конзумација других безалкохолних пића јесте. Воћни сок у умереним количинама може да помогне деци и одраслима да остваре дневне препоруке за конзумацију воћа, унос нутријената и калорија.
Америчка академија за педијатрију наводи да воћни сок не треба да се даје одојчади пре 6 месеци старости. За децу старости од 1 до 6 година, унос воћног сока треба да буде ограничен на 4 до 6 унци дневно (око половине три четвртине чаше). Давање деци прекомерне количине сока може да доведе до лоше исхране, дијареје, гасова, абдоминалног бола, надимања, и оштећења зуба.
Прочишћавање соком је постало популарни део дијете. Кључни концепт чишћења и детоксификације соком је базиран на тврдњи да конзумирање једино нутриционо богатих супстанци (сока) и елиминисањем млечних производа, пшенице, глутена, и ферментисане хране, тело може боље да залечи физичке проблеме. За чишћење соком је неопходно да се не конзумира ништа друго изузев сока током више дана. Наводи се да здравствене користи: редукција апетита, одмарање стомака и јетре, елиминација штетне хране, преплављивање тела супер нутрицијом, губитак тежине, побољшање енергије, рехидратација, детоксификација, и лечење ћелија. За разлику од већине других дијета, чишћење соком не траје током дужих периода, већ се обично завршава за мање од недељу дана.

### Поређење са целим воћем
Лонгитудиналне проспективне кохортне студије спроведене на Харварду су показале знатно повећање ризика од типа 2 дијабетеса кад се конзумира сок за разлику од целог воћа, које знатно редукује ризик. Воћни сок је исто тако повезан са дечјом гојазношћу. Амерички часопис јавног здравља је предложио да Закон о здравој и ситој деци из 2010 у САД елиминише 100% воћних сокова пошто су повезани са дечјом гојазношћу, и да се сокови замене целим воћем.
Пошто сокови не садрже влакна из воћа, многе даље користи целог воћа су стога негиране. Пребиотици имају значајан користан утицај на апсорпцију калцијума, апсорпцију минерала, здравље црева, и промовисање здравије стомачне флоре. Осим тога, већина полифенола је везана за биљних влакана и чине главни део дијетарних фитонутријената. Стога постоји изражено смањењена нутритивне корист од конзумирања воћног сока у односу на конзумацију целих плодова.